# 6745 Nishiyama
6745 Nishiyama (1994 JD1) là một tiểu hành tinh vành đai chính được phát hiện ngày 7 tháng 5 năm 1994 bởi K. Endate và K. Watanabe ở Kitami.